# Trirhabda virgata
Trirhabda virgata är en skalbaggsart som beskrevs av J. L. Leconte 1865. Trirhabda virgata ingår i släktet Trirhabda och familjen bladbaggar. Inga underarter finns listade i Catalogue of Life.

## Bildgalleri

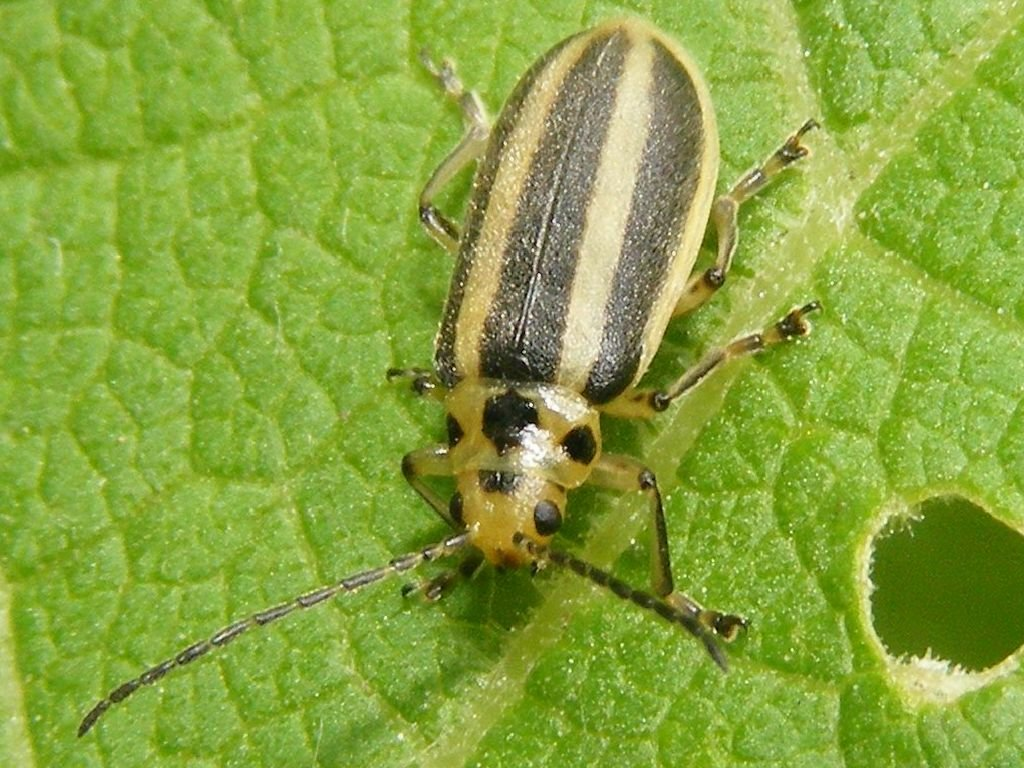
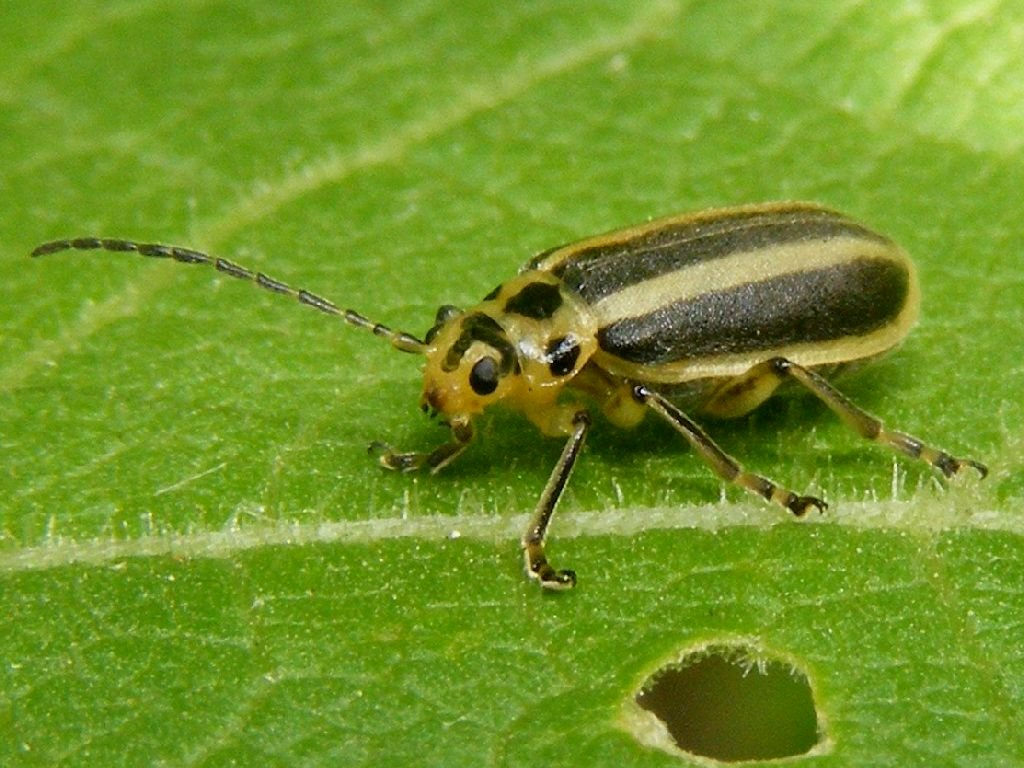
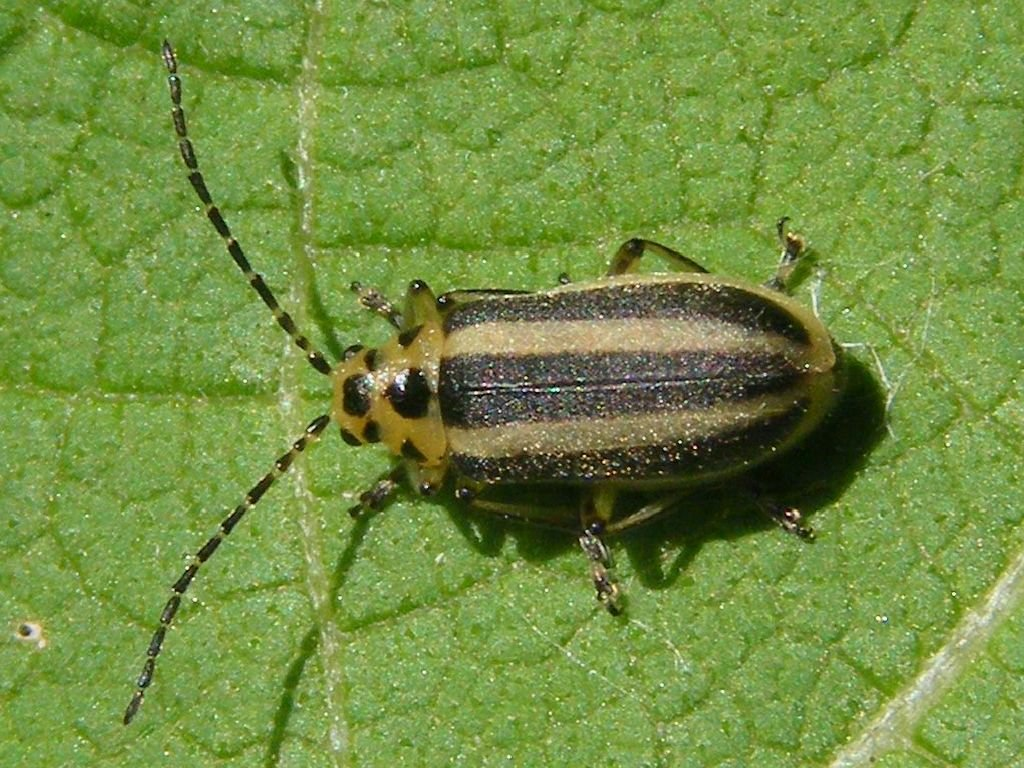
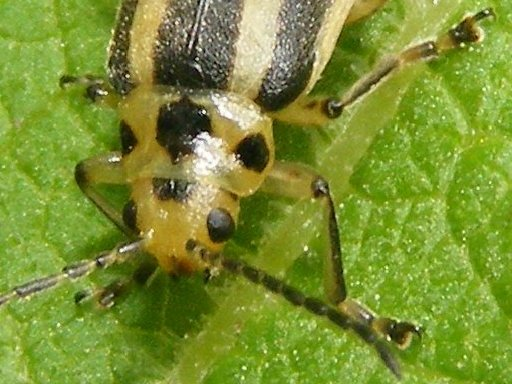
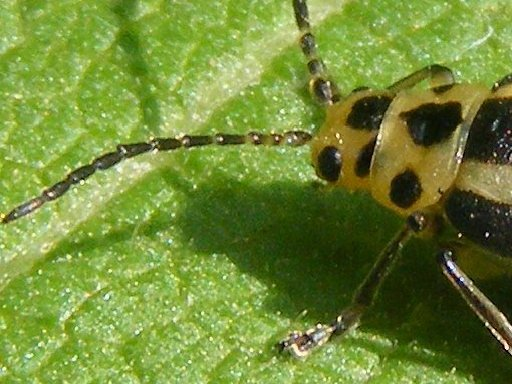
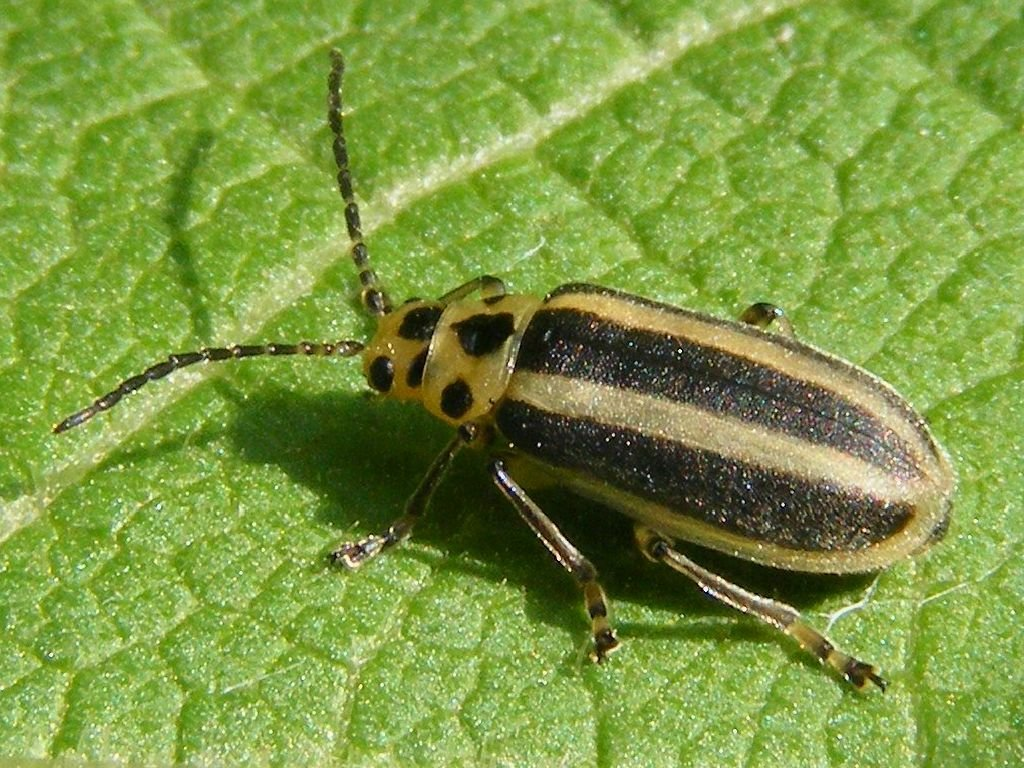